# Łęczna
Łęczna – miasto w Polsce, w województwie lubelskim, siedziba powiatu łęczyńskiego i gminy miejsko-wiejskiej Łęczna. Położone na Wyżynie Lubelskiej w widłach dwóch rzek: Wieprza, która wyznacza jego zachodnią granicę i Świnki, będącą północną granicą miasta. Stanowi część aglomeracji lubelskiej.
Według danych GUS z 30 czerwca 2024 r. miasto miało 17 500 mieszkańców.

## Położenie
Łęczna położona jest na skraju historycznej Małopolski, początkowo należała do ziemi sandomierskiej, a następnie do ziemi lubelskiej. Od 1474 r. należała do województwa lubelskiego. Prywatne miasto szlacheckie położone było w drugiej połowie XVI wieku w powiecie lubelskim województwa lubelskiego. W latach 1975–1998 miasto administracyjnie należało do małego woj. lubelskiego.
Łęczna jest siedzibą władz gminy miejsko-wiejskiej Łęczna oraz powiatu łęczyńskiego.

### Podział administracyjny
Łęczna składa się z ośmiu osiedli:
- Stare Miasto
- os. Pasternik
- Śródmieście
- os. Samsonowicza
- os. Niepodległości
- os. Bobrowniki
- os. kol.Trębaczów

## Środowisko naturalne

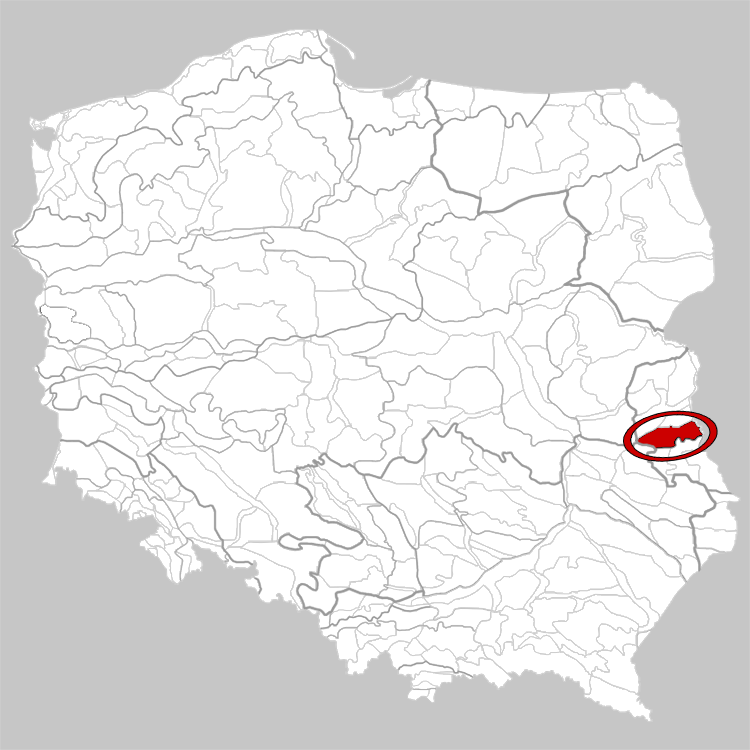
Pojezierze Łęczyńsko-Włodawskie na mapie Polski

Łęczna leży na styku trzech różnych jednostek fizycznogeograficznych, których naturalne granice wyznaczają rzeki Wieprz i Świnka.
Tereny po wschodniej stronie Wieprza należą do makroregionu Polesia Lubelskiego, na północ od rzeczki Świnki jest to obszar Pojezierza Łęczyńsko-Włodawskiego, na południe jest to Kotlina Dorohucka. Na zachód od doliny Wieprza rozpościera się Równina Łuszczowska należąca do makroregionu Wyżyny Lubelskiej.

### Geologia
Złożoność budowy geologicznej rejonu Łęcznej, zwłaszcza zróżnicowanie ukształtowania powierzchni podłoża utworów czwartorzędowych zbudowanych ze skład kredowych, znajduje swoje odbicie w rzeźbie powierzchni terenu. Najważniejszą formą podłoża w dorzeczu środkowego Wieprza jest wał kredowy Lublin-Łęczna. W poprzek tego wału przebija się rzeka Wieprz młodą doliną przełomową między Ciechankami Krzesimowskimi na południu, a Kijanami na północy. Zbocza są strome, a ich wysokość dochodzi na północ od Łęcznej – do dwudziestu kilku metrów. W zboczach przełomu odsłaniają się skały kredowe. Dno doliny jest na tym odcinku bardzo wąskie, osiąga zaledwie 200–300 metrów szerokości. Doliny rozcinają liczne wąwozy.
Na południe i wschód od Ciechanek Krzesimowskich cechy morfologiczne doliny Wieprza ulegają zmianie. Rzeka na tym odcinku silnie meandruje, a sama dolina jest znacznie szersza – od kilkuset metrów do ok. 2 kilometrów. Zbocza doliny zaznaczają się bardzo wyraźnie i mają znaczne nachylenie.
Drugim elementem kształtującym strukturę przestrzenną tego obszaru jest dolina rzeki Świnki. Wcina się ona na głębokość ok. kilku do kilkunastu metrów. Dno jej charakteryzuje się niewielką szerokością 50–150 metrów. Zbocza doliny są strome, porozcinane licznymi wąwozami i suchymi dolinkami. U podnóży zboczy występują źródła.
Obydwie doliny wyraźnie zaznaczają się w rzeźbie rejonu Łęcznej. Oprócz walorów estetyczno-krajobrazowych, stanowią one obszary, gdzie występują liczne cenne zbiorowiska roślinne, wykształcone w ekosystemach łąkowych, bagiennych, torfowiskowych i leśnych oraz miejsca retencji wód, dzięki czemu w bardzo dużej mierze kształtują warunki wodne i bioklimatyczne całego obszaru.
Przeważającymi formami rzeźby okolic Łęcznej są równiny denudacyjne płaskie lub lekko faliste, zbudowane z różnych utworów. Na zachód od przełomu zbudowane są ze skał kredowych. Na wschód – powierzchnia kredy zanurza się gwałtownie pod utwory czwartorzędowe i obszar między dolinami Wieprza i Świnki stanowią równiny zbudowane z utworów lessopodobnych, o zróżnicowanej miąższości, uzależnionej od podłoża kredowego.
Na północny zachód od Łęcznej powierzchnię kredy pokrywają niewielkiej miąższości osady pochodzenia lodowcowego i wodnolodowcowego. Z glin zwałowych oraz piasków zbudowane są płaskie równiny, natomiast z osadów pylastych, piaszczystych i piaszczysto-żwirowych – wały o łagodnych zboczach i rozległych płaskich powierzchniach grzbietowych.
Charakterystyczną cechą równin jest występowanie licznych zagłębień bezodpływowych o różnej genezie.

### Gleba
Przeważają gleby w I-II klasie bonitacyjnej. W najbliższym sąsiedztwie Łęcznej jedynie na północny zachód od miasta w kierunku Zawieprzyc występują gleby słabsze klasy IV i V.

### Klimat
| Miesiąc              | Sty  | Lut  | Mar | Kwi | Maj  | Czer | Lip  | Sie  | Wrz  | Paź | Lis | Gru  | Rocznie |
| -------------------- | ---- | ---- | --- | --- | ---- | ---- | ---- | ---- | ---- | --- | --- | ---- | ------- |
| Śr. temperatura [°C] | –4,9 | -4,1 | 1,4 | 8,7 | 13,6 | 16,7 | 18,4 | 17,7 | 13,5 | 8,7 | 2,8 | -2,2 | 7,52    |
| Opady [mm]           | 23   | 26   | 28  | 38  | 54   | 71   | 75   | 65   | 49   | 34  | 36  | 32   | 531     |

### Wody
Wody zarówno powierzchniowo otwarte, jak i podziemne oraz retencjonowane w dnach dolin i obniżeń, na obszarach łąkowych i w torfowiskach. Łęczna i jej okolicy leżą w całości w zlewni Wieprza i jego dopływów, z których największą rolę odgrywa Świnka. Tereny położone na północ i północny wschód oraz jezioro Dratów znajdują się w zasięgu oddziaływania Kanału Wieprz-Krzna. Wody podziemne o znacznych zasobach i kwalifikacji wód pitnych występują w szczelinach i spękaniach utworów kredowych w podłożu całego terenu, a także w utworach czwartorzędowych wypełniających doliny większych rzek.
Wody retencjonowane w torfowiskach w obrębie rozległych obniżeń wokół jeziora Dratów w dnach dolin mają bezpośredni wpływ na kształtowanie się reżimu termiczno-wilgotnościowego powietrza i gleb w najbliższym sąsiedztwie. Kształtują pośrednio warunki bioklimatyczne i hydrologiczne całego regionu.

### Przyroda
Najcenniejsze walory biotyczne w okolicy Łęcznej występują w obrębie doliny Wieprza i Świnki w ekosystemach leśnych, łąkowo-bagiennych, torfowiskowych i lokalnie murawowych w obrębie skarp. Liczne zespoły roślinności naturalnej bądź w niewielkim stopniu przekształconej.
Fragmenty zboczy doliny Wieprza z roślinnością kserotermiczną (Witanów, Ciechanki), rzadkie okazy roślinności łęgowej (Zakrzów, Łańcuchów).
Fragment doliny Wieprza (od Milejowa do Zawieprzyc na północy) z unikatowymi zespołami roślinności łąkowej, bagiennej, zaroślowej i leśnej.
Dwa parki dworskie (Łęczna i Ciechanki) z licznymi gatunkami drzew egzotycznych i sędziwych. W parku w Łęcznej 8 pomników przyrody.

## Historia

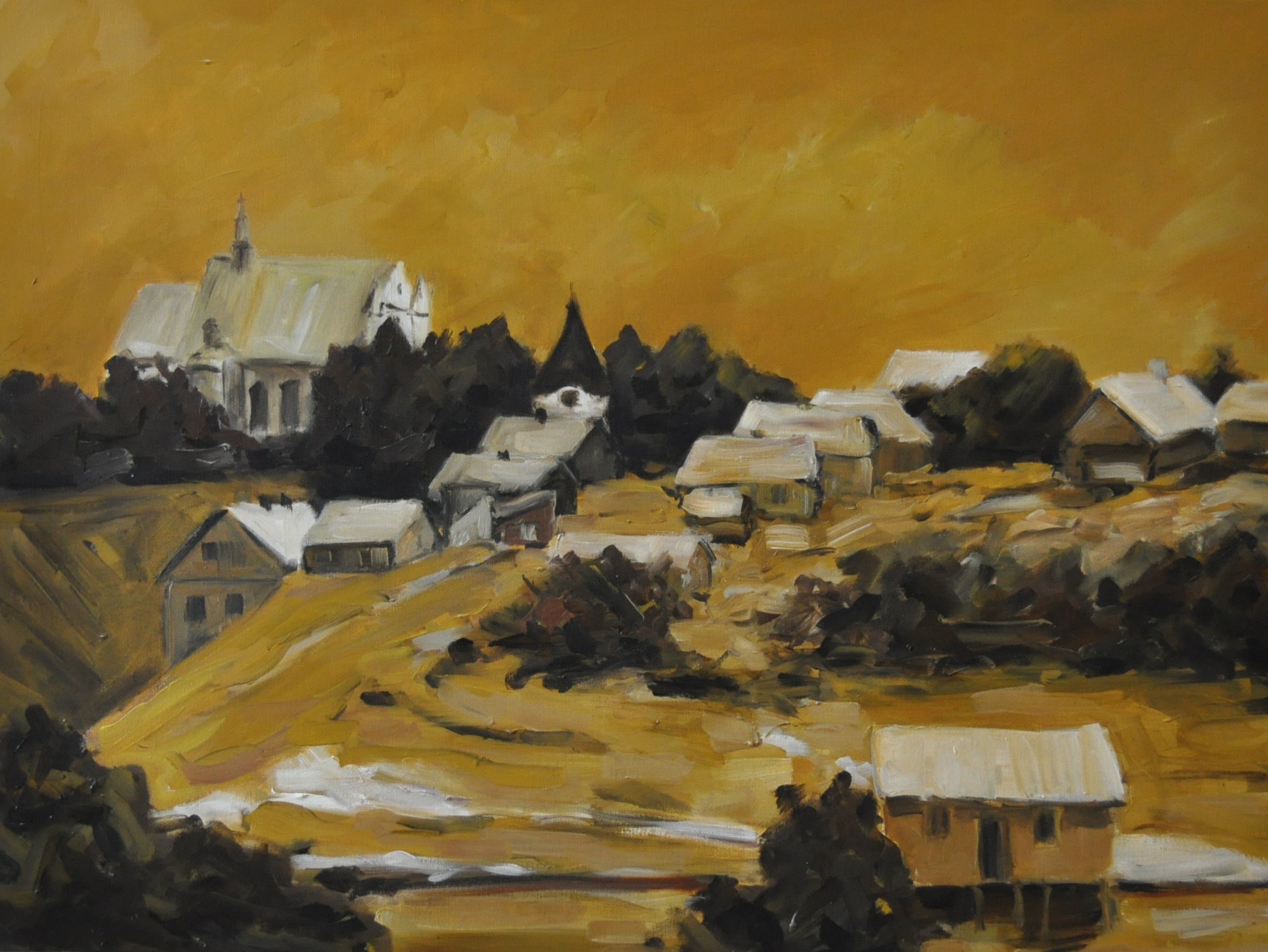
Widok na miasto od strony północnej z lat 30. XX w. – olej – Paweł Brodzisz

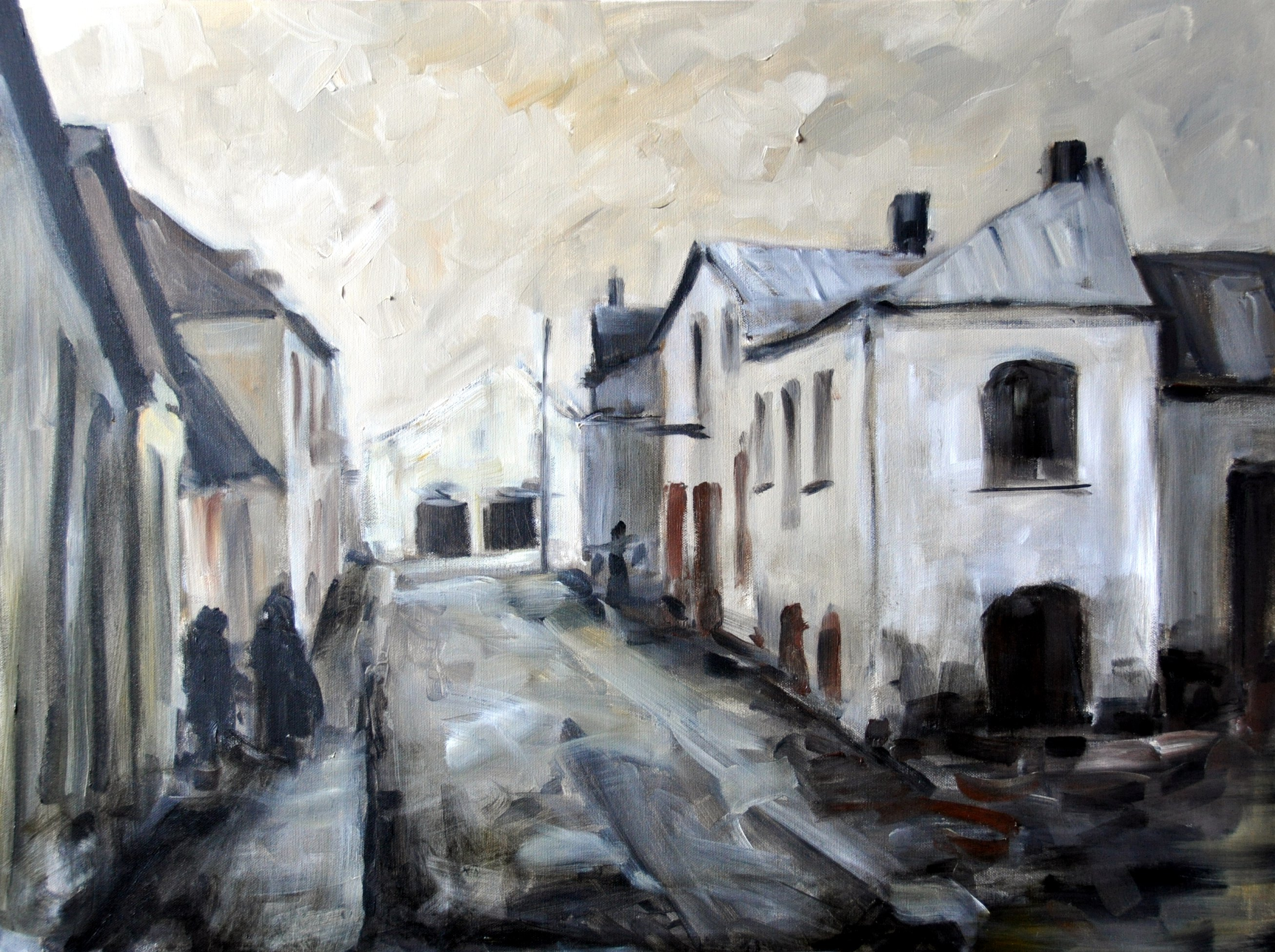
Łęczna ul. Nowokościelna z lat 50. XX w. – olej – Paweł Brodzisz

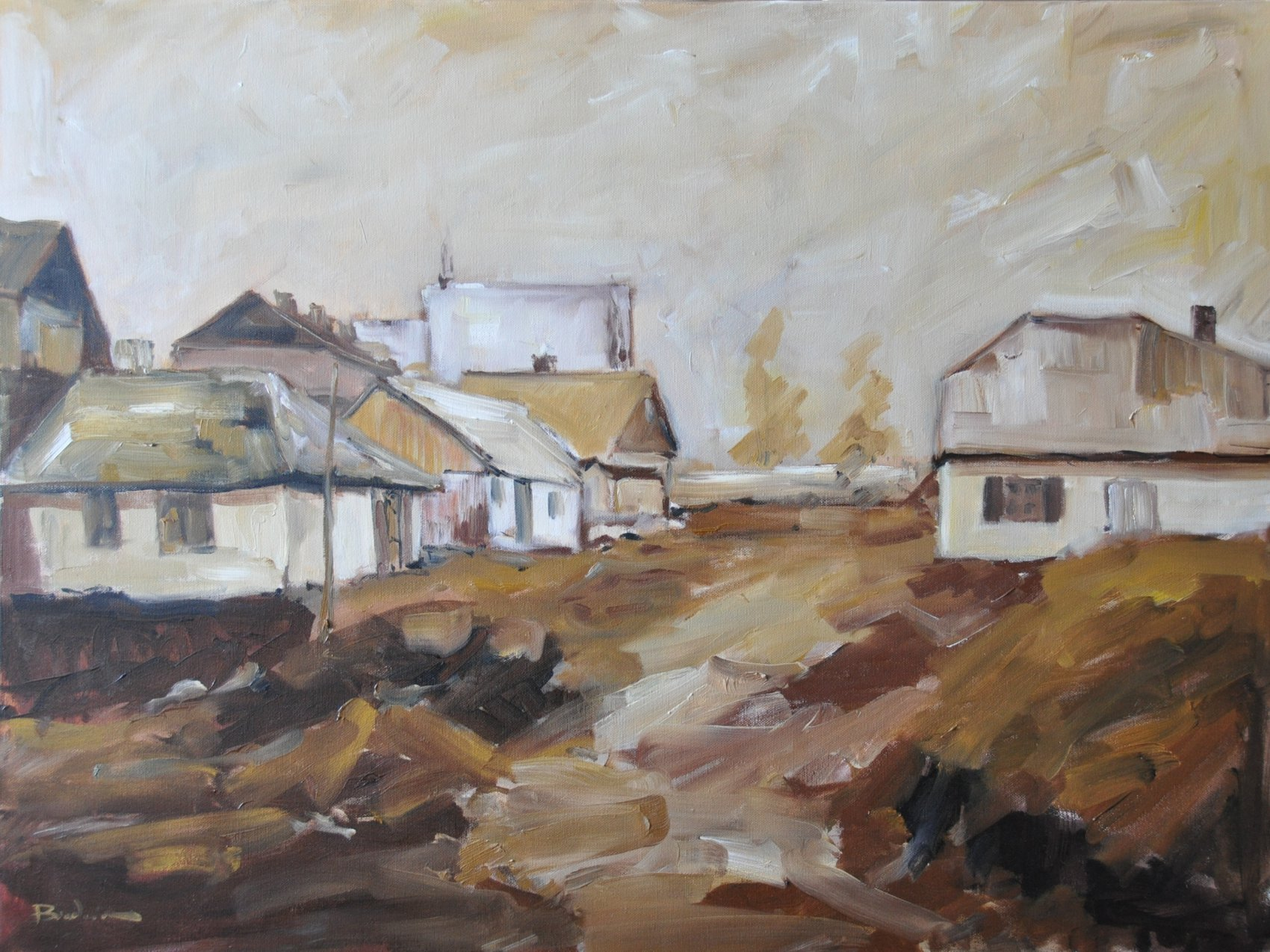
Łęczna, widok na kościół, lata 50. XX w. – olej – Paweł Brodzisz

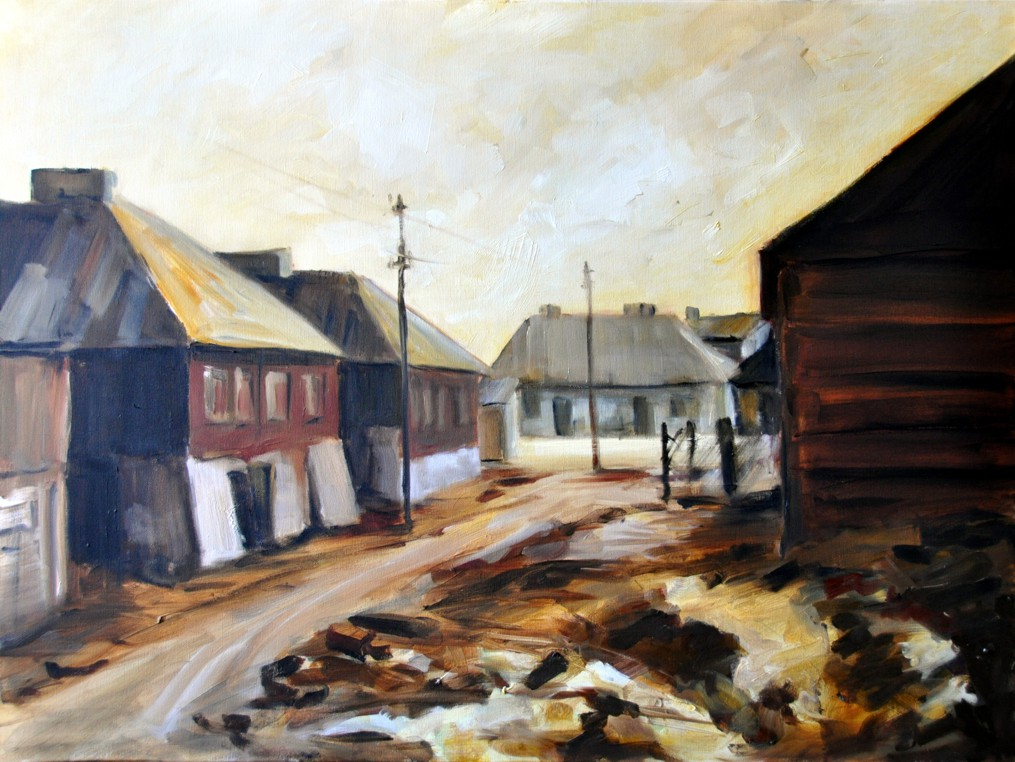
Łęczna, plac Kanałowy, lata 50. XX w. – olej – Paweł Brodzisz

Najstarsze wiadomości o początkach dzisiejszej Łęcznej w źródłach historycznych zaczynają się z rokiem 1252, niemniej jednak pierwszy wielki przełom w dziejach osady dokonał się w 1462 roku, po tym jak Zbigniew z Łęcznej odsprzedał własną, przekazywaną z pokolenia na pokolenie posiadłość, rodzinie magnaterii polskiej – Tęczyńskim. W niedalekiej przyszłości – 7 stycznia 1467, Jan z Tęczyna, przywódca „oligarchów małopolskich” i kasztelan krakowski, zyskał od Kazimierza Jagiellończyka pełnomocnictwo na formę organizacyjno-prawną miasta wzorowaną prawem magdeburskim. Podmiot lokujący obdarzył utworzoną osadę miejską – królewską prerogatywą robienia dwóch jarmarków.
Aktywnością polskiego rodu magnackiego Firlejów, następnych właścicieli Łęcznej – w 1582 król Stefan Batory uprzywilejował miejscowość możliwością organizowania dwóch następnych jarmarków. Akcesoryjne dni handlu, a mianowicie w czerwcu, w dniu uroczystości liturgicznej w Kościele katolickim z okazji święta Bożego Ciała i w grudniu na św. Mikołaja oraz sprzyjające usytuowanie na ruchliwym szlaku handlowym w kierunku Rusi i Litwy, niezależnie od pożarów nękających Łęczną w XVI w., dały impuls do szybkiego rozwoju miasta.
Na początku i w połowie XVII w., w konsekwencji poczynań podkomorzego lubelskiego Adama Noskowskiego, właściciela ziemskiego między innymi dóbr Łęczna, społeczeństwo Łęcznej i jej okolic doświadczyło etapu rekordowej dynamizacji. W 1647 roku, stosownie do petycji Noskowskiego, król Władysława IV dokumentował pozwolenie na trzy nowe jarmarki, które odbywały się w święto: 22 lipca – św. Marii Magdaleny, 2 maja – św. Zygmunta i 11 listopada – św. Marcina. W tamtym czasie wymurowano cały szereg obiekt budowlany istniejących do dziś (mansjonaria, Kościół św. Marii Magdaleny w Łęcznej, synagoga). W XVII wieku przekonstruowano położony na wzgórzu zamkowym w widłach rzeki Wieprz i Świnki zamek obronny.
Wojny piętnujące Rzeczpospolitą od połowy XVII w., a także epidemie (w 1693 – niemalże wyludnienie miejscowości i w 1710 – intensyfikacja dżumy) to czynniki regresu w życiu miasta. Mimo że w 1723 roku Łęcznie rozdysponowano niebywałe przywileje targowe, a z Lublina przeniesiono tu targi bydła i koni to nie osiągnięto oczekiwanego ożywienia, i, na domiar złego, pożary w latach 1746–1761 były przyczyną ruiny miasta.
Po jakimś czasie, gdy biskup diecezjalny płocki należący do konfederacji Czartoryskich i elektor Stanisława Augusta Poniatowskiego Hieronim Szeptycki – właściciel miasta od 1766 roku, doczekał się od króla świadectwa dawnych przywilejów i prawo organizowania kolejnego dwutygodniowego jarmarku na św. Idziego, Łęczna przezwyciężyła trudną sytuację. Targi spotężniały do międzynarodowych.
Tłumnie dojeżdżały tu osoby prowadzące kupiecką działalność gospodarczą, jak i inni rzemieślnicy z Ukrainy, Mołdawii, Niemiec, a nawet Austrii. Łęczna – licząca w 1797 roku zaledwie 348 domów i 1510 mieszkańców, do której w trakcie jarmarków przybywało naście tysięcy ludzi, przypędzano niespełna 30 tys. wołów i 10 tys. koni, a obroty sięgały szacunkowo 12 mln zł – nie mając innego wyboru, cywilizowała.
W XIX w. urealnił się proces ograniczenia jarmarków łęczyńskich, w jeszcze dalszej kolejności utrata dawnej świetności miasta i innych zniszczeń powstałych wskutek ujemnego wzrost gospodarczego Rzeczypospolitej, zmagań niepodległościowych, ukierunkowania infrastruktury transportu kolejowego i lądowych dróg kołowych nie uwzględniających miejscowości oraz seryjnych pożarów w 1846 i 1881. W pierwszej połowie XX wieku Łęczna to zaledwie przynależni do Lubelszczyzny, mieszkańcy żyjący z dnia na dzień.

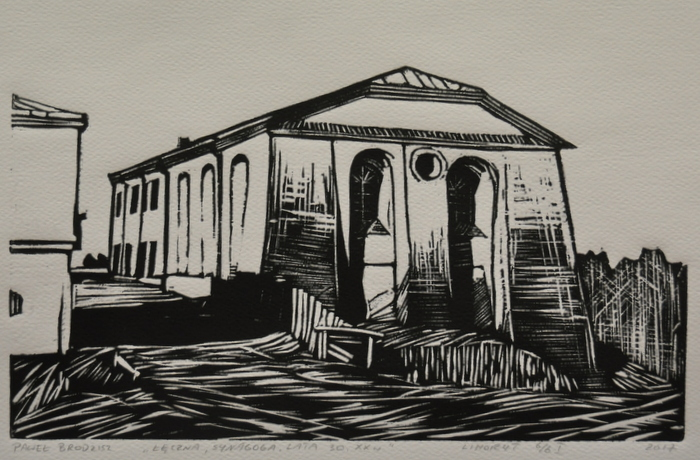
„Łęczna, Synagoga lata 30. XX w.”, linoryt, papier, 20x30,5 cm, 2017 r., autor Paweł Brodzisz.

Podczas okupacji hitlerowskiej, 7 stycznia 1940 roku Niemcy utworzyli getto dla żydowskich mieszkańców. Przebywało w nim około 3000 Żydów. 9 października 1943 roku zostali wywiezieni do obozu zagłady w Bełżcu i Trawnikach.
W XX w. Łęczna była miastem o charakterze rolniczo-handlowym. W latach 60. Państwowy Instytut Geologiczny odkrył w rejonie Łęcznej złoża węgla kamiennego. W 1975 r. w pobliżu miasta, w Bogdance, podjęto budowę pierwszej w Lubelskim Zagłębiu Węglowym „pilotującej” kopalni, co zapoczątkowało wzmożony rozrost 3-tysięcznego miasteczka, a Łęczną wytypowano na stolicę przyszłego 75-tysięcznego powstającego górniczego Zagłębia.
Od stycznia 1999 r. Łęczna po raz pierwszy w historii została siedzibą powiatu.

### Włodarze Łęcznej na przestrzeni lat
Burmistrzowie:
- 1811–1816: Mikołaj Śmielski[21]
- 1816–Jan Bosakiewicz (p.o.)
- 1817–Jan Kocurzyński (jako zastępca, p.o.)
- 1817–1823: Grzegorz Grabowiecki (w latach 1817–1819 jako zastępca, od 1825 r. do śmierci 9 stycznia 1836 r. burmistrz Puchaczowa)
- 1823–1824: Kasper Włoszczewski (jako zastępca, 1824–1828 burmistrz Zamościa, 1828–1830 – burmistrz Kozienic, 1843–1844 – burmistrz Końskowoli)
- 1825–1831: Stanisław Kawecki
- 1831–1832: Marcin Zakrzewski
- 1832–1839: Adam Schybille (w 1839 r. przeniesiony na urząd burmistrza Horodła, które piastował do śmierci w 1852 r., ponadto w 1840 i 1842 r. pełnił obowiązki burmistrza Hrubieszowa)
- 1839–1855: Augustyn Marenicz (p.o., w 1838 r. był zastępcą burmistrza Komarowa, zaś w 1839 r. Horodła, w 1856 r. powołany na urząd burmistrza Lubartowa, zaś w kwietniu 1860 r. – burmistrza Białej)
- 1855–1858: Ludwik Dornsztein (1858–1859 burmistrz Markuszowa)
- 1858–1874: Jan Brzyski (1850–1858? p.o. burmistrza Markuszowa)
- 1874–1876: Bronisław Dudziński (1876–1879 burmistrz Biłgoraja)
- 1876–1881: Apolon Kurowski
- 1881–1883: Ludwik Izenberg (Inzeberger)
- 1883–1912: Wojciech Antoni Nowakowski
- 1912–1915: Wasilij Dobrynin
- 1992–2000: Jerzy Blicharski[22] (złożył rezygnację, po czym wystartował jeszcze w wyborach w 2002 r.)
- 2002–2018: Teodor Kosiarski
- 2018–...: Leszek Włodarski[23]

## Architektura

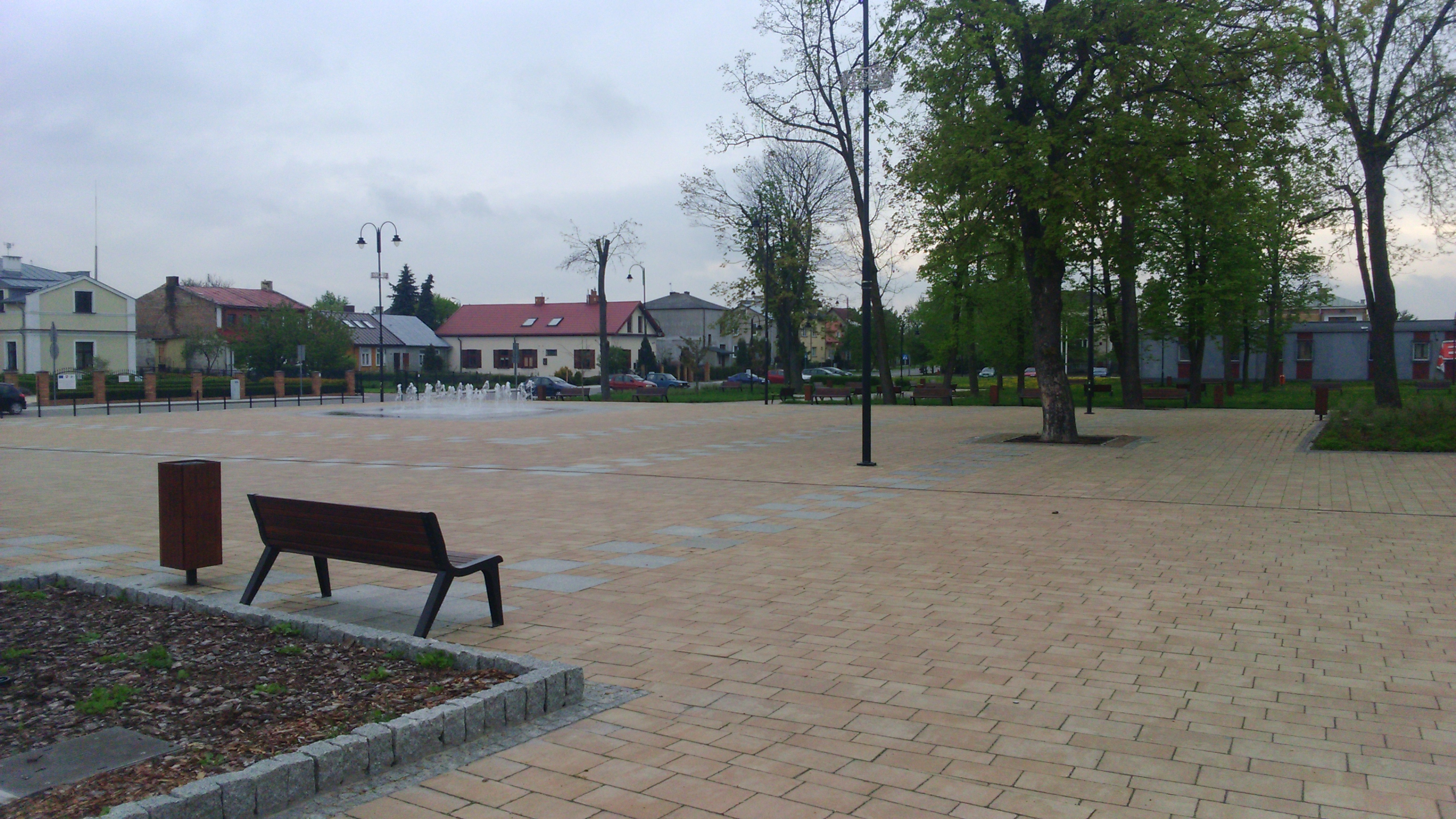
Rynek I

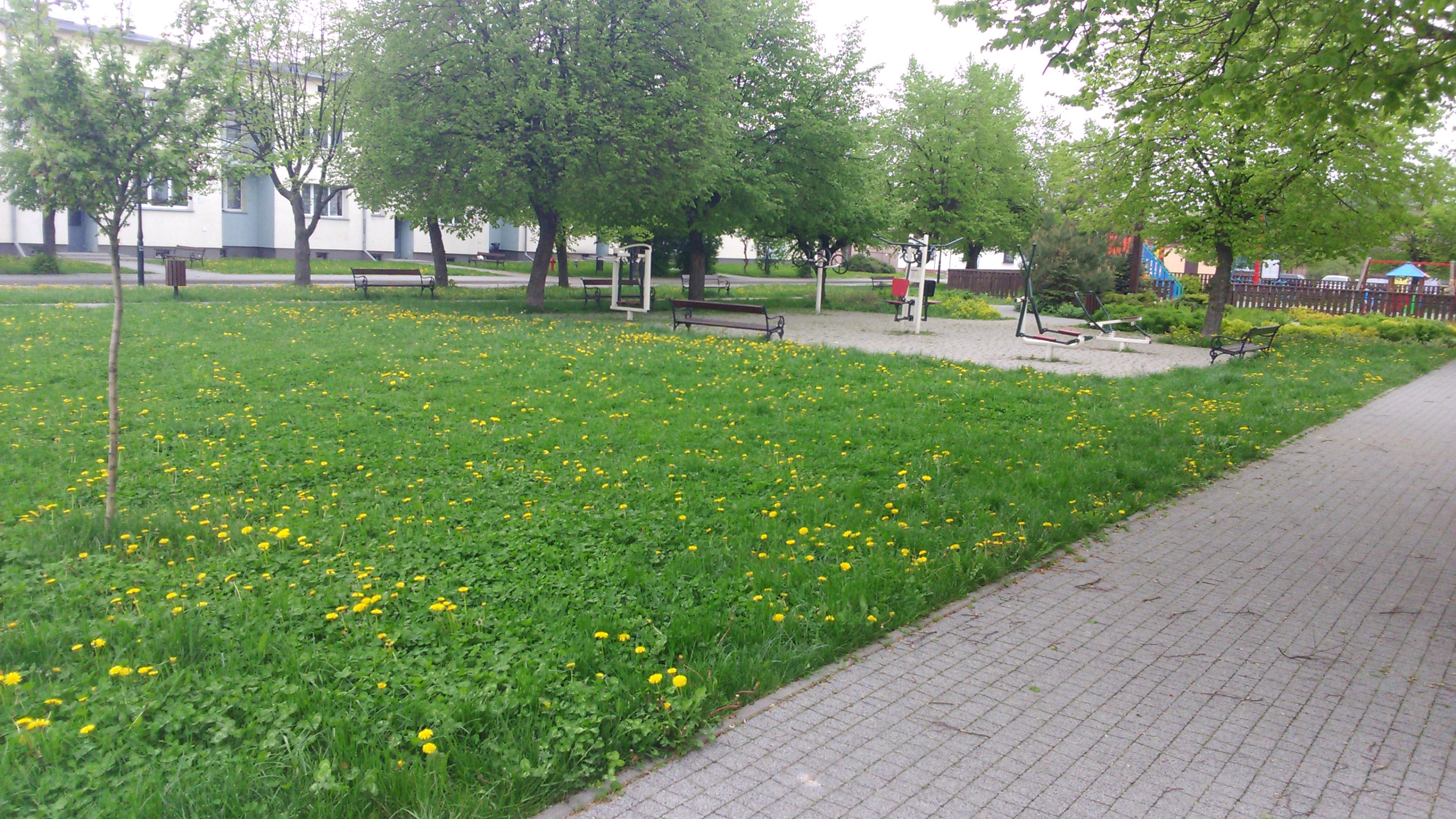
Rynek III

### Rynki
Miasto posiada charakterystyczny układ urbanistyczny Starego Miasta z trzema rynkami, który kształtował się od XV do początku XIX wieku.
- Rynek I – plac Kościuszki – przy placu stoi budynek Urzędu Miasta, a także klasycystyczny budynek Ratusza z czterokolumnowym portykiem, obecnie siedziba Urzędu Stanu Cywilnego[24].
- Rynek II – najstarszy łęczyński rynek z zespołem synagogalnym. Przy rynku znajduje się Duża Synagoga z poł. XVII wieku, do 2014 siedziba Muzeum Regionalnego. Na wzniesieniu, na wschód od synagogi widoczna jest sylwetka Kościoła św. Marii Magdaleny[24].
- Rynek III – trzeci rynek z XVIII wieku, usytuowany jest na zachód od najstarszego targowiska. Kilkaset metrów na północ, na wzniesieniu rozpościera się okazały Zespół dworsko-parkowy na Podzamczu z łęczyńskim zamkiem zbudowanym na skarpie doliny Wieprza i Świnki w XV wieku[24].

### Zabudowa Starego Miasta
W czasach odrodzenia stawiano liczne karczmy, pensjonaty i domy zajezdne – te ostatnie z XIX w. zachowały się m.in. przy ul. 3 maja 26 i 36 oraz placu Kanałowym 18 i 26.

### Zabytki

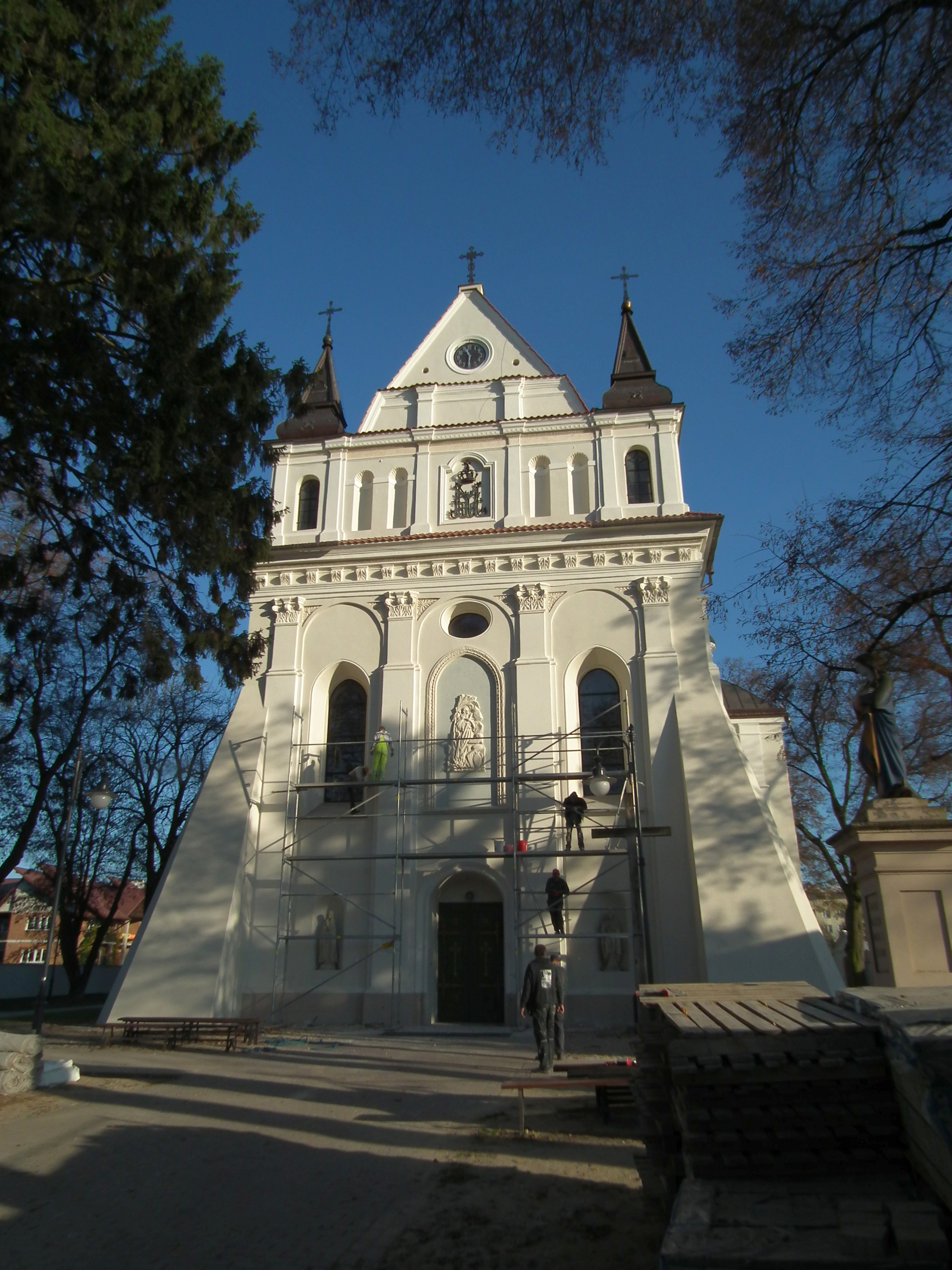
Kościół św. Marii Magdaleny

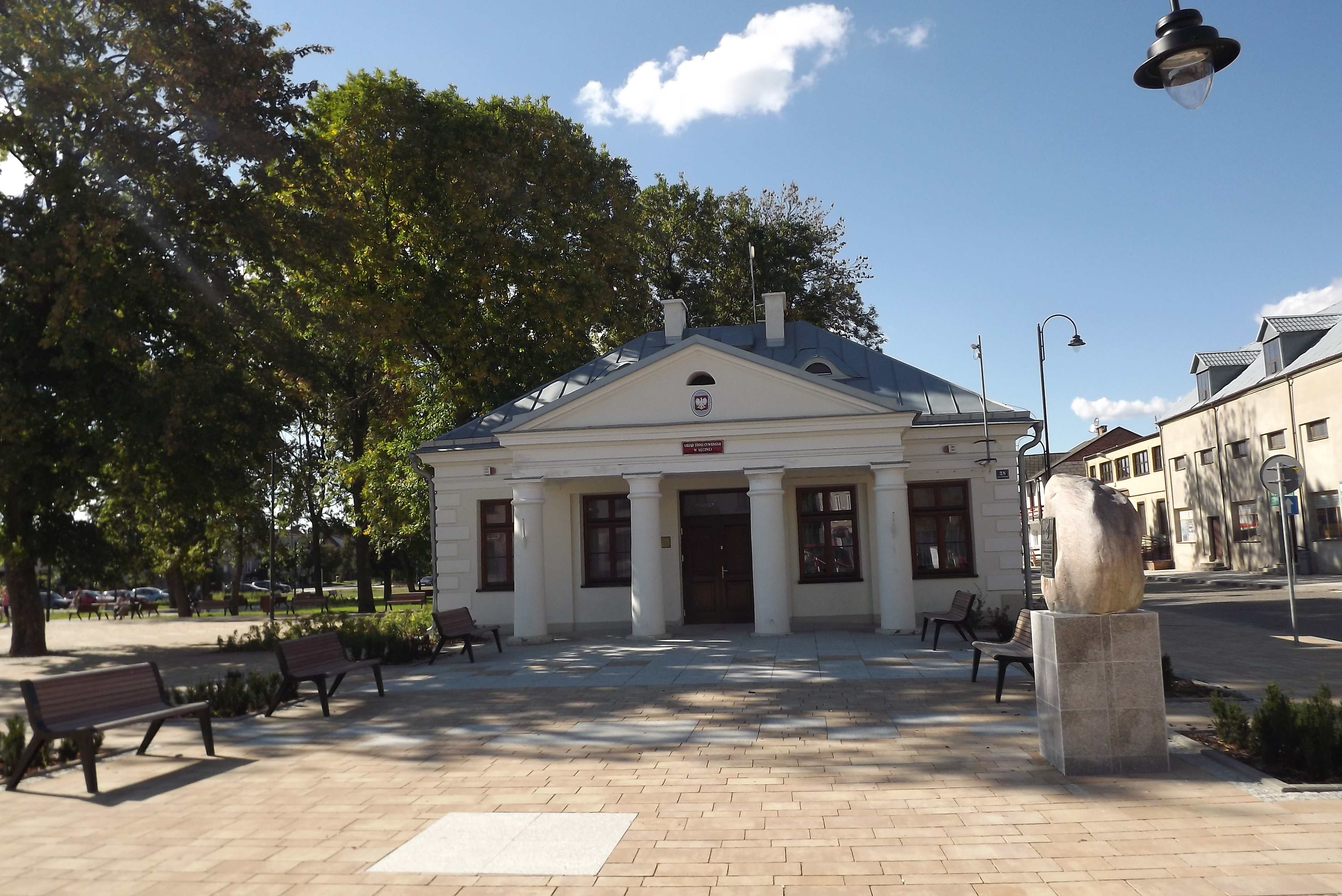
Klasycystyczny Ratusz

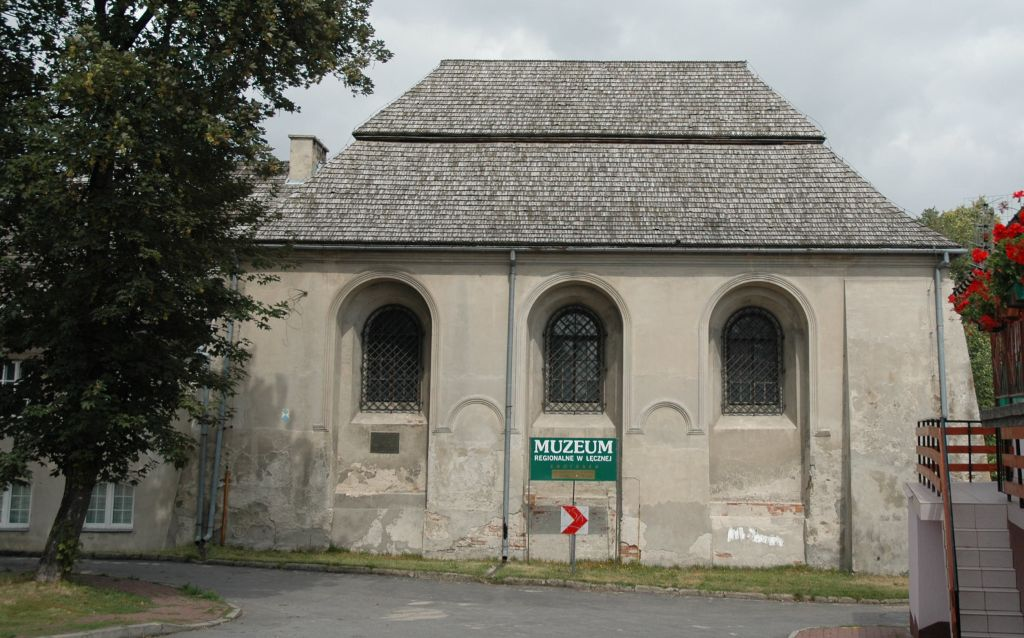
Duża Synagoga

- Zespół dworsko-parkowy na Podzamczu – na terenie zespołu dworsko-pałacowego znajduje się łęczyński zamek, XIX-wieczny dwór, oficyna, spichlerz i liczne pomniki przyrody.
- Zamek w Łęcznej
- Kościół św. Marii Magdaleny w Łęcznej – renesansowy rzymskokatolicki kościół parafialny wybudowany w latach 1618–1631.
- Dzwonnica przykościelna – późnobarokowa dzwonnica postawiona na planie czworokąta. Wybudowana po 1781 r., a przed 1805 r. W 1805 r. wyposażona była w cztery dzwony. W 1959 r. dzwonnica wyposażona została w trzy nowe dzwony, a dodatkowy czwarty zamontowano w 1966 r.
- Mansjonaria w Łęcznej – późnobarokowy budynek mansjonarii wybudowany około 1639 roku.
- Budynek dawnej plebanii – drewniany budynek dawnej plebanii zbudowany około 1858 roku przez księdza proboszcza Bolesława Wrześniewskiego.
- Duża Synagoga – synagoga znajdująca się przy ulicy Bożniczej 19. Jest obecnie jedną z najlepiej zachowanych synagog w województwie lubelskim.
- Mała Synagoga – synagoga znajdująca się przy ulicy Bożniczej 21.
- Ratusz – zabytkowy klasycystyczny budynek wybudowany w 1888 roku z przeznaczeniem na odwach.
- Dom z podcieniami – murowany, otynkowany dom z cegły przy ul. Krasnostawskiej 4 wybudowany w połowie XIX w. Postawiony na planie prostokąta, dwutraktowy. Wzdłuż elewacji frontowej podcień, wsparty pierwotnie na słupach drewnianych, obecnie na murowanych[25].
- Domy zajezdne – 4 domy usytuowane przy ul. 3 Maja 26 i 37 oraz przy pl. Kanałowym 18 i 26. Przykład architektury miasta z XIX w. Domy drewniane, o czterospadowych dachach, z dużą sienią zajezdną – stanowiącą ponad jedną trzecią część powierzchni domu. W okresie jarmarków łęczyńskich pełniły role kwater mieszkalnych i stancji[25].
- Kramy sukienne z XIX w.[26]
- Cmentarz żydowski w Łęcznej

## Demografia
Według danych z 26 czerwca 2015 r. miasto miało 23 883 mieszkańców.

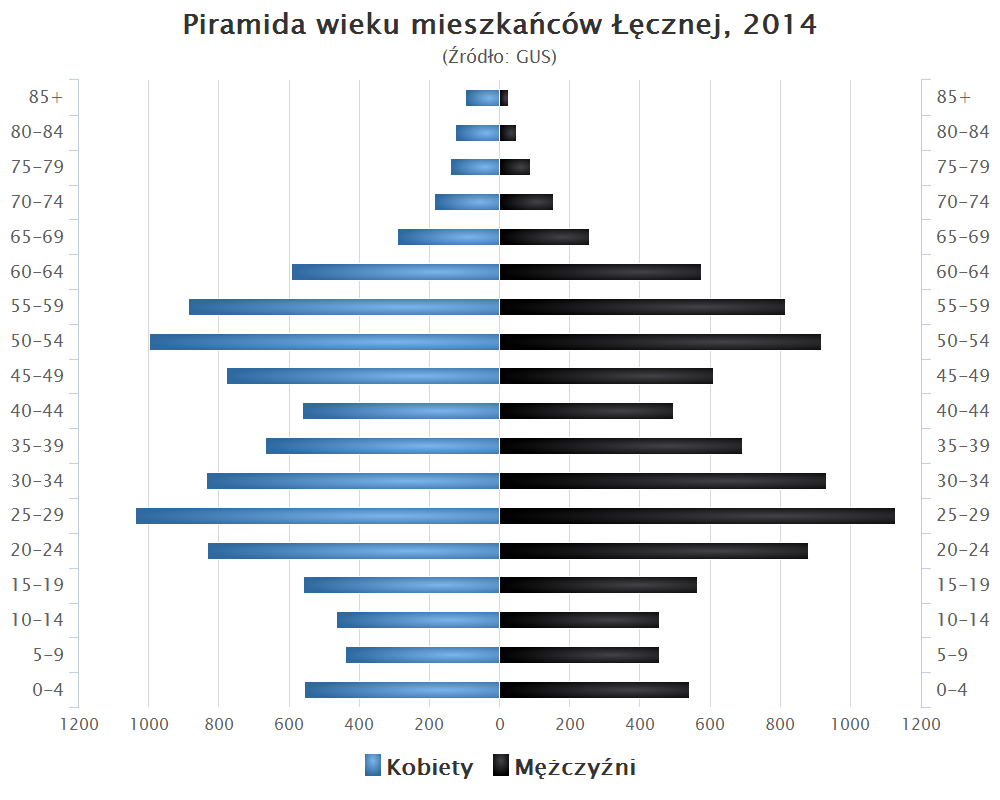
Piramida wieku mieszkańców Łęcznej w 2014 roku

## Symbole

Herb Łęcznej

Flaga Łęcznej

- Herb – herbem Łęcznej jest czarny dzik ze srebrnymi kłami w polu czerwonym.
- Chorągiew – chorągiew miasta składa się z dwóch poziomych stref: górnej czarnej oraz dolnej czerwonej, pośrodku której umieszcza się srebrny pas szerokości jednej dziewiątej obu stref.
- Flaga – flaga miasta jest uroczystą odmianą chorągwi miasta. Na środku jej górnej strefy umieszczony jest herb miasta.
- Sztandar – sztandar miasta stanowi uroczystą odmianę chorągwi miasta i składa się z dwóch płatów wielkości 70x70 cm, obszytych złotymi frędzlami, z trzech stron nie przylegających do drzewca. Z prawej (głównej) strony, czarnej ze srebrnym pasem szerokości 10 cm, znajdującym się od strony lewej (od drzewca), umieszcza się pośrodku herb miasta oraz srebrny napis majuskulny: MIASTO ŁĘCZNA. Z lewej strony czerwonej znajdować się będzie herb Rzeczypospolitej Polskiej, z tym, że głowa orła zwrócona będzie do drzewca. W prawym dolnym rogu strony głównej oraz lewym strony lewej umieszczony jest w skos herb województwa. Drzewce sztandaru jest zakończone godłem Miasta wykonanym z metalu.
- Pieczęć – pieczęć miasta zawiera herb miasta wraz z rozmieszczonym wokół niego napisem majuskulnym MIASTO ŁĘCZNA.
- Hejnał – został przekazany 26 kwietnia 1995 roku przez Ryszarda Boguckiego dyrektora Zespołu Szkół Muzycznych I i II stopnia w Łęcznej. Miejski hejnał odgrywany jest codziennie o godzinie 12:00 z miejscowego ratusza oraz grany przez trębacza podczas ważnych uroczystości miejskich i narodowo-patriotycznych.

Źródło.
Współpraca międzynarodowa
| Miasta partnerskie | Miasta partnerskie | Miasta partnerskie    |
| Miasto             | Kraj               | Data podpisania umowy |
| ------------------ | ------------------ | --------------------- |
| Hajdúhadház        | Węgry              | od 1996 r.            |
| Treviolo           | Włochy             | od 1997 r.            |
| Kowel              | Ukraina            | od 2006 r.            |

## Transport

### Transport drogowy
Przez Łęczną przebiegają 4 drogi krajowe i wojewódzkie:
- Droga krajowa nr 82 z Lublina do Włodawy
- Droga wojewódzka nr 813 z Międzyrzeca Podlaskiego do Podzamcza (Łęczna)
- Droga wojewódzka nr 820 z Łęcznej do Sosnowicy
- Droga wojewódzka nr 829 z Łucki do Biskupic

### Transport lotniczy
- Port lotniczy Lublin-Świdnik – najbliższy port lotniczy zlokalizowany w Świdniku, około 18 km od centrum Łęcznej
- Lotnisko Lublin-Radawiec – położone około 47 km od centrum Łęcznej w Radawcu Dużym
- Lądowisko – w 2011 roku otwarto sanitarne lądowisko przy Szpitalu Powiatowym im. św. Faustyny Kowalskiej przy ul. Krasnostawkiej 52[31]

## Rada Miejska
| Ugrupowanie                              | Kadencja 2002–2006 | Kadencja 2006–2010 | Kadencja 2010–2014 | Kadencja 2014–2018 |
| ---------------------------------------- | ------------------ | ------------------ | ------------------ | ------------------ |
| KWW „Twój samorząd”                      | –                  | 2                  | 3                  | 2                  |
| Wspólna Sprawa                           | –                  | 5                  | 6                  | 9                  |
| Prawo i Sprawiedliwość                   | –                  | 3                  | 3                  | 2                  |
| Platforma Obywatelska                    | –                  | –                  | 3                  | 1                  |
| Lepsza Łęczna                            | –                  | –                  | –                  | 6                  |
| Łęczna – Wspólna Przyszłość              | 3                  | 4                  | 3                  | –                  |
| Prawicowe Porozumienie Ziemi Łęczyńskiej | 6                  | 4                  | 2                  | –                  |
| Samorządowe Forum Ziemi Łęczyńskiej      | –                  | –                  | 2                  | –                  |
| Prawica Łęcznej – Powiat                 | –                  | 3                  | –                  | –                  |
| Stowarzyszenie Rozwoju Łęcznej           | 8                  | –                  | –                  | –                  |
| SLD-UP                                   | 4                  | –                  | –                  | –                  |

## Kultura

### Stowarzyszenia i instytucje kulturalne
- Centrum Kultury (ul. Obrońców Pokoju 1)[36]
- CK-Osiedlowy Dom Kultury (ul. Górnicza 12)[37]
- Łęczyńskie Stowarzyszenie Twórców Kultury i Sztuki PLAMA – Prezes Maria Majka Zuzańska[38][39]. W ostatnich latach – Stowarzyszenie Plama silnie się rozrasta, a w jego poczet przyjęci są również artyści z innych rejonów kraju[40][41].
- Towarzystwo Przyjaciół Ziemi Łęczyńskiej, które od 1975 r. zajmuje się propagowaniem kultury i dziedzictwa lokalnego – Prezes Eugeniusz Misiewicz[42].
- Miejsko-Gminna Biblioteka Publiczna im. Zbigniewa Herberta w Łęcznej – Biblioteka Główna (ul. Bożniczna 21) – Filia nr 1 (ul. Górnicza 12) – Filia nr 2 (ul. Obrońców Pokoju 1) – Filia nr 3 (ul. Jaśminowa 4)

### Łęczyński Odyniec Kultury
Nagroda Burmistrza Łęcznej za osiągnięcia w dziedzinie twórczości artystycznej, upowszechniania i ochrony dóbr kultury. Nagrodę przyznaje Burmistrz Łęcznej po zaopiniowaniu przez Kapitułę Nagrody, którą tworzą: przedstawiciel Komisji Kultury, Sportu, Turystyki i Spraw Młodzieży Rady Miejskiej, dyrektorzy Centrum Kultury i Miejsko-Gminnej Biblioteki Publicznej oraz laureaci nagrody z lat ubiegłych.
Laureaci nagrody:

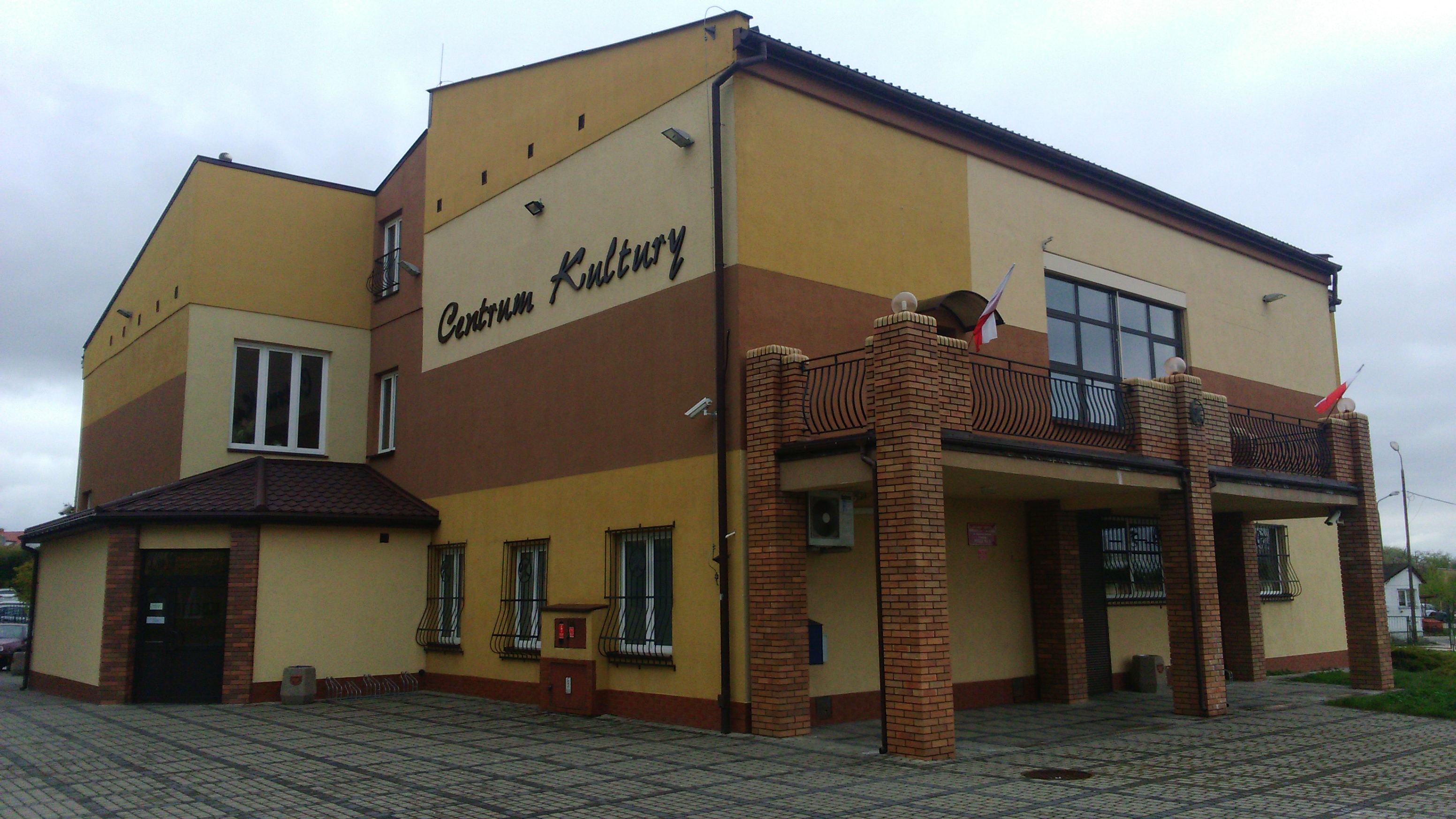
Centrum Kultury w Łęcznej

- 2023 – Maria Perzyńska-Kusiak, poetka[43]
- 2022 – Chór Cordi Est[44]
- 2021 – Towarzystwo Przyjaciół Ziemi Łęczyńskiej[45], stowarzyszenie
- 2019 – Roman Kurzępa[46], muzyk, kapelmistrz
- 2018 – Adam Świeca[29], muzyk
- 2017 – Mirosław Kozera[29], nauczyciel (przyznano bez akceptacji Kapituły Nagrody)
- 2016 – Wacław Perzyński[29], regionalista
- 2015 – Paweł Brodzisz, artysta
- 2014 – Stanisław Andrzej Winiarski, rzeźbiarz, artysta[29]
- 2012 – Maria Kieres-Kramek[29], pisarka
- 2010 – nie przyznano[29]
- 2009 – Tomasz Gładosz[29]
- 2008 – Helena Kępka[29], działacz kultury, plastyk
- 2007 – Eugeniusz Misiewicz[42], regionalista
- 2006 – Górnicza Orkiestra Dęta Lubelskiego Węgla Bogdanka S.A.[42]
- 2003 – Maria Majka Zuzańska, artystka
- 2002 – Grupa Inicjatyw Plastycznych i Fotograficznych PLAMA
- 2001 – J. Ewa Leśniewska[42]
- 2000 – Eugeniusz Misiewicz i Piotr Winiarski. Zespół Redakcyjny Merkuriusza Łęczyńskiego[42]
- 1999 – Górnicza Kapela Podwórkowa Karbon[42]

### Teatr
Pierwsze wzmianki o teatrze w Łęcznej pochodzą z lat 1817–1835.

W skrzydle ratusza mieści się teatr... a dwie kulissy między ścianami i dwoma sochami do belka pułapowego przybitem z płótna rozpięte, poboczne sceny od widzów zasłaniają.

### Filmy realizowane w Łęcznej
- Rok pierwszy, film wojenny, polityczny rok produkcji 1960, reżyseria Witold Lesiewicz[48]

## Media
- Pojezierze – miesięcznik informacyjno-publicystyczny, nakład 12 000 egz[49].
- Merkuriusz Łęczyński – rocznik, wydawany od 1985 roku[50]
- Ziemia Łęczyńska – wydawnictwo Samorządu Powiatu Łęczyńskiego[51]
- Studia Łęczyńskie – Czasopismo[52]
- Tygodnik Powiatowy – tygodnik informacyjny, nakład 6000 egz. (wydawany w latach 2000–2010)[53].
- Wspólnota Łęczyńska – tygodnik informacyjny[54]

## Turystyka
Informacja Turystyczna
Lokalne Centrum Informacji Turystycznej znajduje się na parterze budynku Starostwa Powiatowego w Łęcznej przy al. Jana Pawła II 95a, czynne jest od poniedziałku do piątku w godz. 7.00–15.00, wtorek w godz. 8.00–16.00. W punkcie można uzyskać informacje na temat atrakcji turystycznych, bazy noclegowej i gastronomicznej, oferty kulturalnej oraz zaopatrzyć się w bezpłatne materiały promocyjne. Niezbędne turystom informacje udostępniane są również na prowadzonej przez Lokalne Centrum Informacji Turystycznej stronie internetowej Pojezierza Łęczyńsko-Włodawskiego.
Pojezierze Łęczyńsko-Włodawskie
Łęczna stanowi punkt wypadowy na Pojezierze Łęczyńsko-Włodawskie, krainę 68 jezior o powierzchni powyżej 1 ha, tworzących razem powierzchnię 2726 ha. Większość jezior ma regularny, zbliżony do koła zarys linii brzegowej, różnią się natomiast pod względem biologicznym. Istnieją tu jeziora eutroficzne (zasobne w ryby) oraz dystroficzne (zanikowe). Niską trofią charakteryzuje się 1-2 jeziora, które można określić jako mezotroficzne. Wraz z różnorodnością wód występuje bogactwo flory i fauny, a na zróżnicowanym terenie zachowały się siedliska lęgowe i bytowe rzadkich gatunków ptaków.
Muzeum regionalne w Łęcznej
Nieistniejące muzeum w Łęcznej. Budynek synagogi, w którym znajdowała się siedziba Muzeum Regionalnego (oddziału zamiejscowego Muzeum Lubelskiego), został decyzją Komisji Regulacyjnej ds. Gmin Wyznaniowych Żydowskich oddany Gminie Wyznaniowej Żydowskiej w Warszawie. 30 kwietnia 2014 r. muzeum odwiedzili ostatni zwiedzający.
Izba regionalna

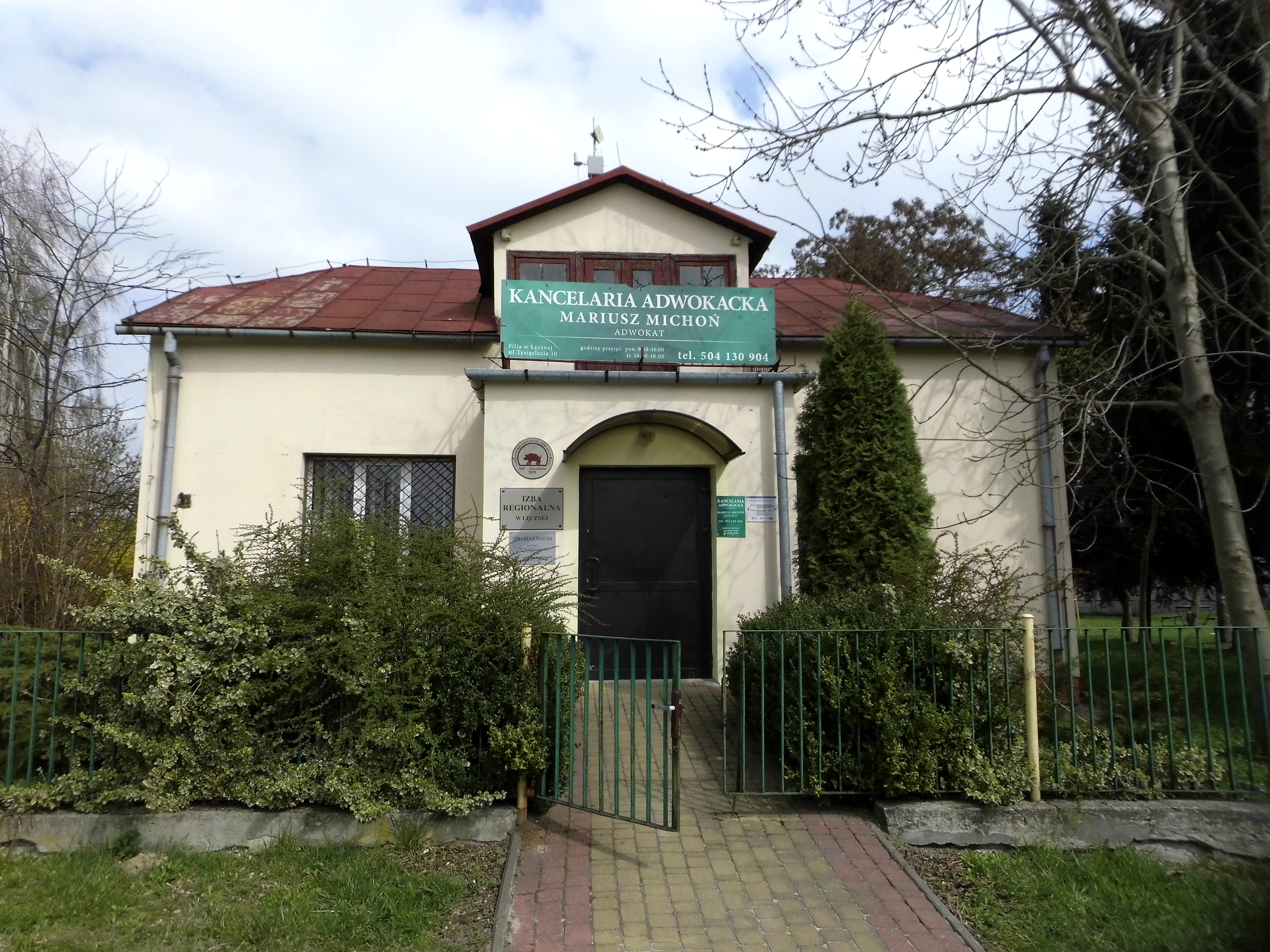
Izba Regionalna w Łęcznej.

Izba regionalna prowadzona przez Towarzystwo Przyjaciół Ziemi Łęczyńskiej mieści się przy ulicy Tysiąclecia 10 w Łęcznej. W izbie są prezentowane zbiory eksponatów związanych z Ziemią Łęczyńską. W skład kolekcji wchodzą przedmioty pozyskane przez Towarzystwo od darczyńców, w tym od mieszkańców Łęcznej i okolic. W izbie można obejrzeć m.in. przedmioty codziennego użytku, monety, książki, obrazy, zabytkowe kafle, urządzenia domowe. Izba czynna jest w środy w godz. 13.00–15.00 (zwiedzanie bezpłatne).
Dolina dinozaurów
Łęczyńska Dolina dinozaurów znajduje się w Podzamczu k. Łęcznej. Tworzy ją 8 betonowych rzeźb wielkości od 2 do 8 m. Jej pomysłodawcą i twórcą jest lokalny rzeźbiarz Bogumił Brodzisz. Pierwsze figury powstały w połowie lat 70. XX w. – ostatnie w 2013 r.
Szlaki turystyczne
- Szlak Renesansu Lubelskiego

## Wspólnoty wyznaniowe

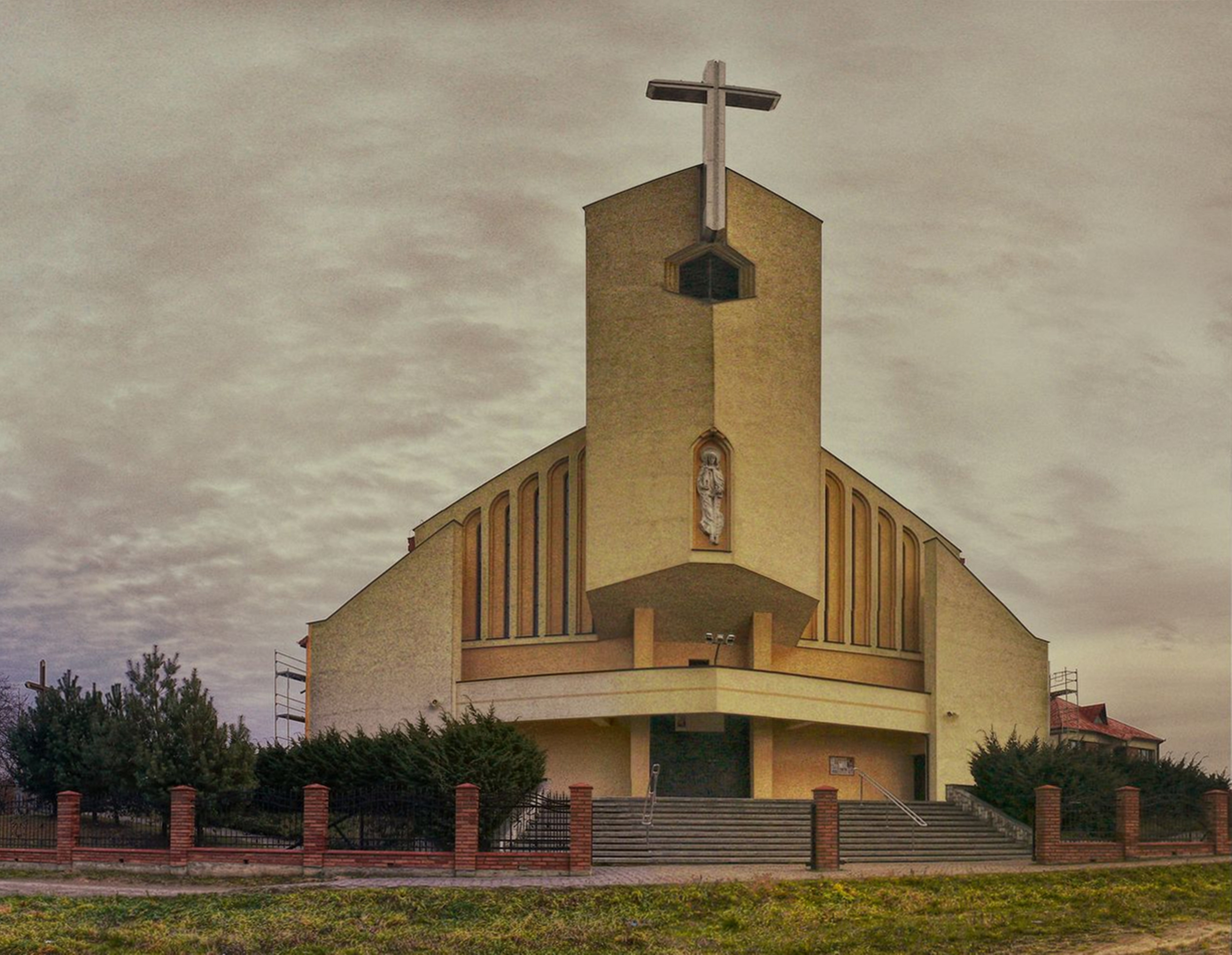
Kościół św. Barbary w Łęcznej

Na terenie miasta działalność religijną prowadzą następujące wspólnoty:
- Kościół rzymskokatolicki:
  - parafia pw. św. Marii Magdaleny – siedziba parafii kościół św. Marii Magdaleny, ul. Świętoduska 2
  - parafia pw. św. Barbary – siedziba parafii kościół św. Barbary, al. Jana Pawła II 97
  - parafia pw. św. Józefa Opiekuna Rodzin – siedziba parafii kościół św. Józefa Opiekuna Rodzin, al. Matki Bożej Fatimskiej
  - parafia pw. św. Izydora i Niepokalanego Serca NMP – siedziba parafii kościół św. Izydora i Niepokalanego Serca NMP, Ciechanki Łęczyńskie 1
- Świadkowie Jehowy, dwa zbory:
  - zbór Łęczna-Południe
  - zbór Łęczna-Północ (Sala Królestwa ul. Nadwieprzańska 13)[65].
- Kościół Chrześcijan Wiary Ewangelicznej:
  - zbór, ul. Józefa Piłsudskiego 4

## Sport i rekreacja

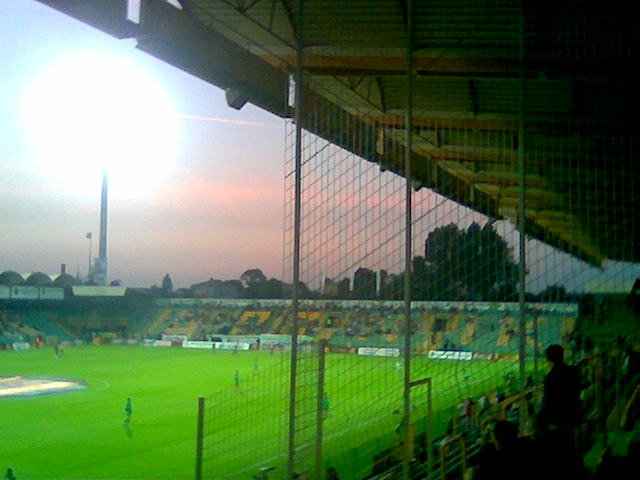
Stadion drużyny Górnik Łęczna

### Klub GKS Górnik Łęczna
Klub sportowy założony 20 września 1979 roku z inicjatywy pracowników Kombinatu Budownictwa Górniczego Wschód.
Sekcje
- Tenis ziemny
- Zapasy styl wolny
- Piłka nożna kobiet
- MMA

### Górnik Łęczna
Klub piłkarski mężczyzn (jednosekcyjny) z siedzibą w Łęcznej, założony 20 września 1979, jako sekcja piłki nożnej GKS Górnik Łęczna. 1 stycznia 2007 nastąpiło oddzielenie męskiej sekcji piłkarskiej od wielosekcyjnego GKS Górnik Łęczna.